# Glenn Peeters
Glenn Peeters (Helmond, 17 mei 1988) is een Nederlandse beeldend kunstenaar, grafisch ontwerper, curator, muzikant en songwriter. Hij is bekend van de Eindhovense band Radar Men From the Moon(RMFTM).

## Kunst
Peeters is in 2015 afgestudeerd aan de Akademie voor Kunst en Vormgeving St. Joost te 's-Hertogenbosch. Al voor zijn afstuderen begon hij met tentoonstellen. In 2018 exposeerde hij zijn werk voor het eerst buiten Nederland in een solo tentoonstelling tijdens Berlin Art Week.  In het werk van Peeters is het een voortdurende beweging van binnen naar buiten die zichtbaar wordt. Het werk komt voort uit poëtische acties en rituele processen.

## Muziek
In 2010 vond Peeters samen met Tony Lathouwers en Titus Verkuilen de band Radar Men From The Moon(RMFTM).
RMFTM is een experimentele punk groep uit Eindhoven, Nederland, geassocieerd met de moderne psychedelische rockscene. Sinds de oprichting in 2010 heeft het collectief naast de kernleden een steeds veranderende groep mensen. De muziek van RMFTM is constant geëvolueerd en veranderd van dissonante PsychRock naar Industrial / Drone Techno en Post-Punk.
De groep heeft veel getourd door Europa en heeft op festivals als Roadburn en het Liverpool International Festival of Psychedelia opgetreden. Naast het uitbrengen van veel platen op verschillende labels, is het collectief ook berucht vanwege de samenwerking met andere bands / artiesten zoals Gnod, The Cosmic Dead en 10.000 Russos.